# Анніка Бек
Анніка Бек (нім. Annika Beck, 16 лютого 1994) — німецька тенісистка.
Бек народилася в родині викладачів хімії Боннського університету. Вона стала професійним гравцем у 2009. Перший професійний титул виграла у 2010 році вдома в Німеччині у віці 16 років. Чемпіонка молодіжного Roland Garros 2012 року. Свій перший турнір WTA Анніка виграла в жовтні 2014 року на BGL Luxembourg Open. Наступного року була чемпіонкою Tournoi de Québec. Всього у неї 4 фінали і 2 перемоги на турнірах WTA. Впродовж п'яти сезонів поспіль з 2012 року вона завершувала сезон в топ-100 рейтингу WTA. Найвищим досягненням була 37 сходинка цього рейтингу.
У жовтні 2018 року 24-річна тенісистка, що пропустила весь сезон через травму, оголосила про завершення своєї спортивної кар'єри. За словами Анніки вона збирається зосередитись на вивченні медицини.

## Галерея

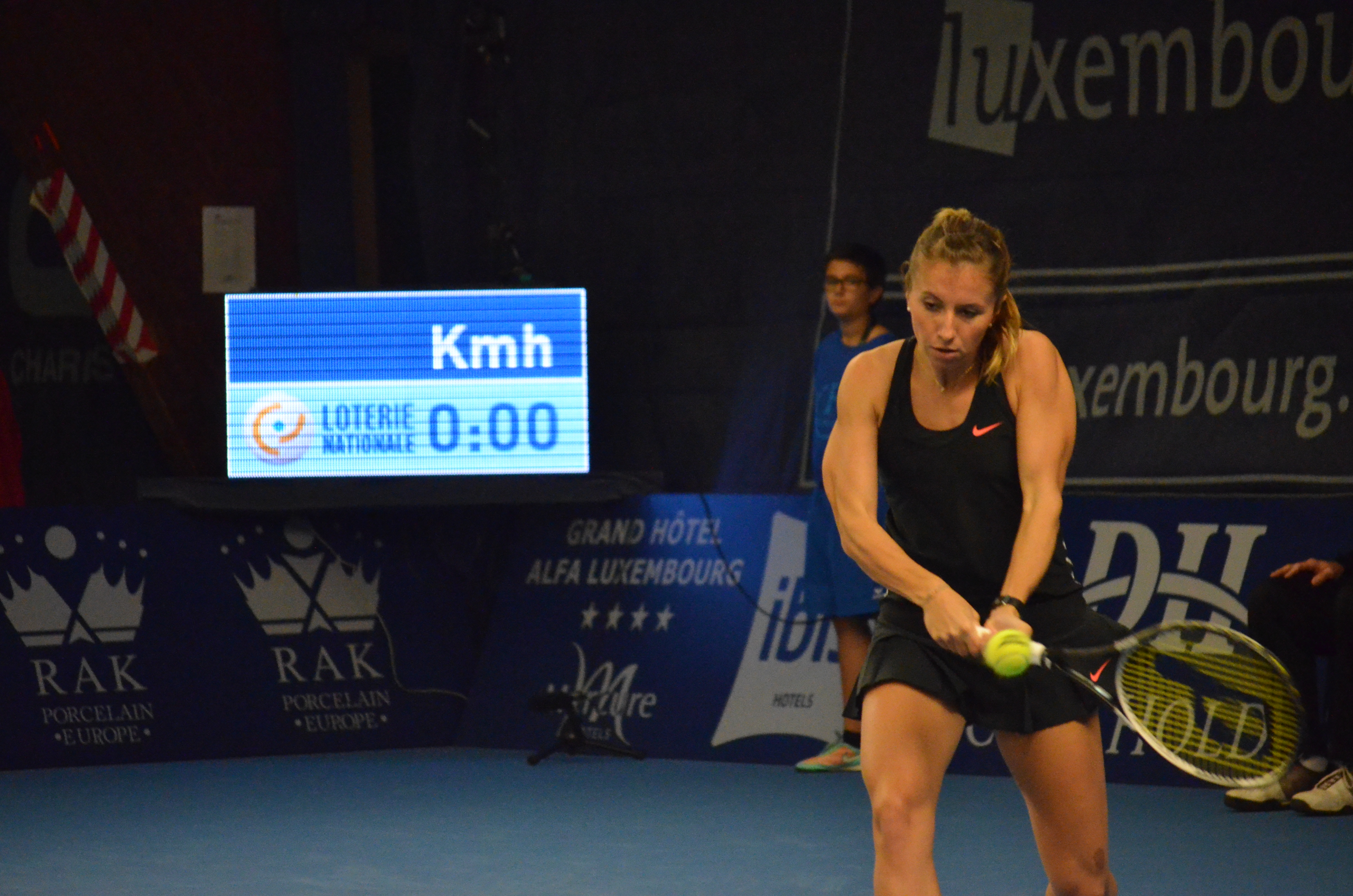
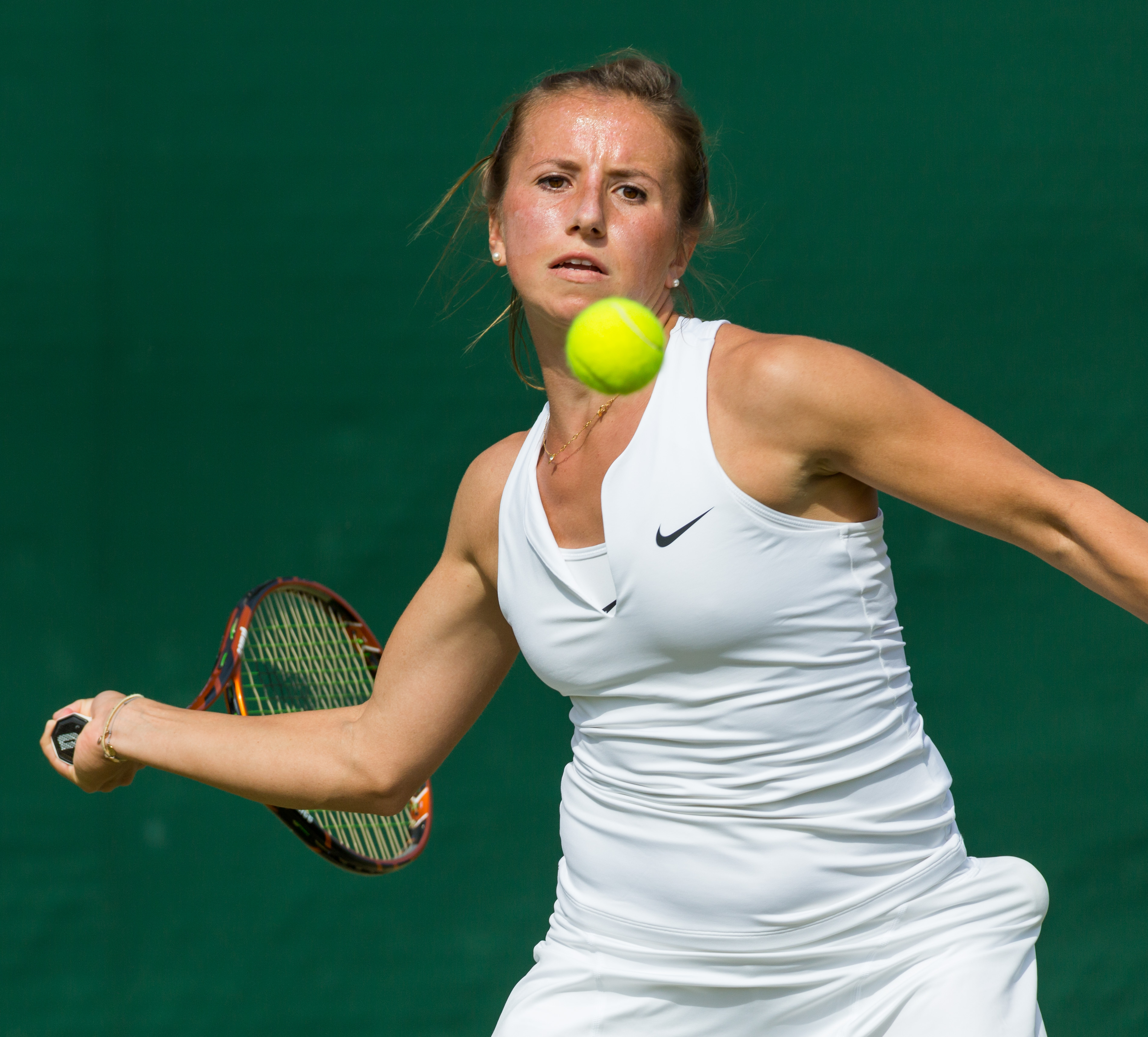
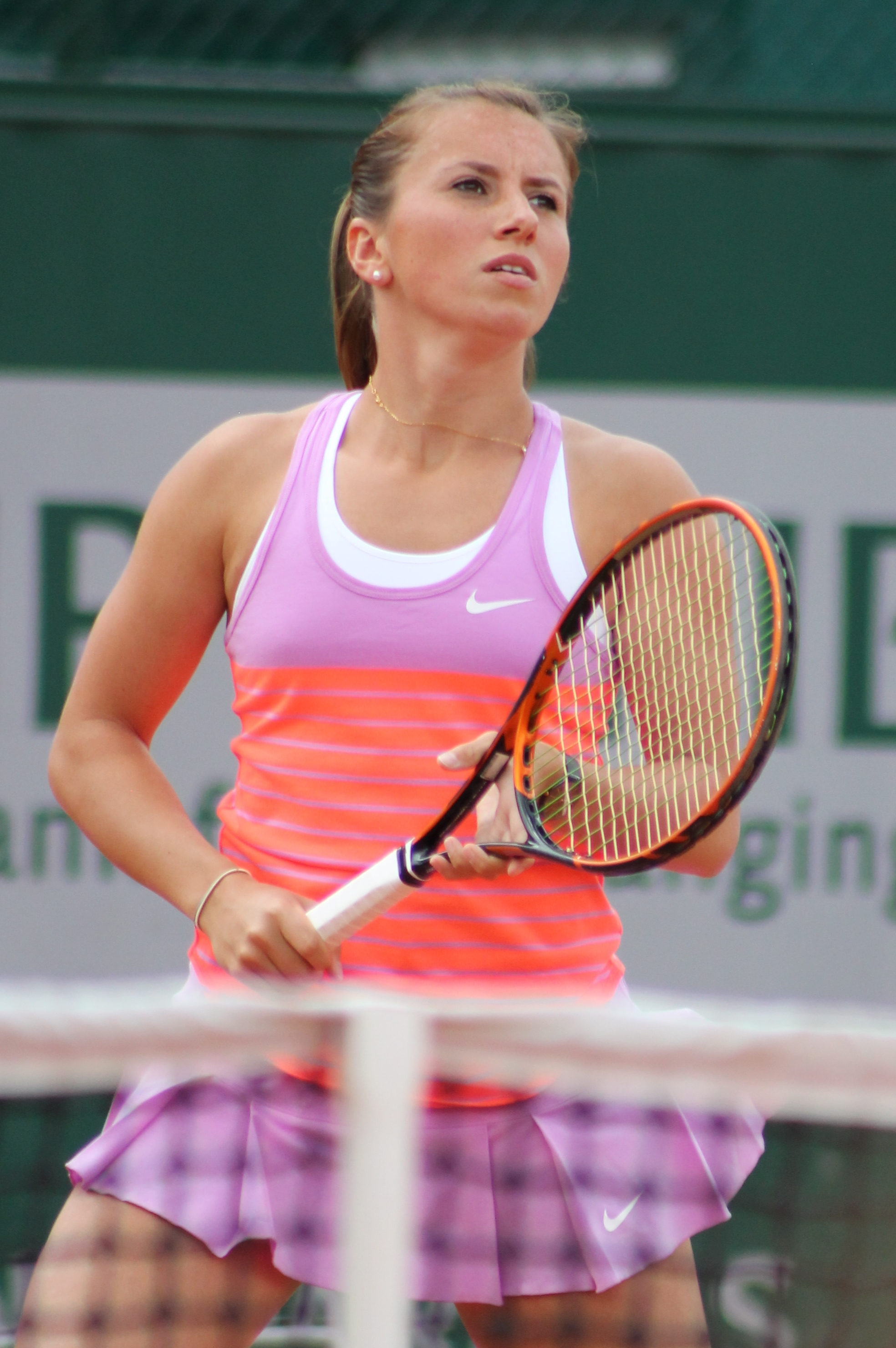

## Фінали турнірів WTA

### Одиночний розряд: 4 (2 титули, 2 поразки)
| Легенда                 |
| ----------------------- |
| Турніри Великого шолома |
| Premier M & Premier 5   |
| Premier                 |
| International (2–2)     |

| Фінали за покриттям |
| ------------------- |
| Тверде (1–1)        |
| Ґрунт (0–1)         |
| Трава (0–0)         |
| Килим (1–0)         |

| Результат | В-П | Дата     | Турнір                          | Покриття   | Опонент          | Рахунок       |
| --------- | --- | -------- | ------------------------------- | ---------- | ---------------- | ------------- |
| Поразка   | 0–1 | Жов 2013 | BGL Luxembourg Open, Люксембург | Тверде (i) | Каролін Возняцкі | 2–6, 2–6      |
| Перемога  | 1–1 | Жов 2014 | Люксембург Open, Люксембург     | Тверде (i) | Барбора Стрицова | 6–2, 6–1      |
| Поразка   | 1–2 | Лип 2015 | Brasil Tennis Cup, Бразилія     | Ґрунт      | Тельяна Перейра  | 4–6, 6–4, 1–6 |
| Перемога  | 2–2 | Вер 2015 | Tournoi de Québec, Канада       | Килим (i)  | Олена Остапенко  | 6–2, 6–2      |

### Парний розряд: 3 (1 титул, 2 поразки)
| Легенда                 |
| ----------------------- |
| Турніри Великого шолома |
| Premier M & Premier 5   |
| Premier                 |
| International (1–2)     |

| Фінали за покриттям |
| ------------------- |
| Тверде (0–1)        |
| Ґрунт (1–1)         |
| Трава (0–0)         |
| Килим (0–0)         |

| Результат | В-П | Дата     | Турнір                      | Покриття   | Партнер        | Опоненти                        | Рахунок          |
| --------- | --- | -------- | --------------------------- | ---------- | -------------- | ------------------------------- | ---------------- |
| Поразка   | 0–1 | Жов 2014 | Linz Open, Австрія          | Тверде (i) | Каролін Гарсія | Ралука Олару Анна Татішвілі     | 2–6, 1–6         |
| Перемога  | 1–1 | Лип 2015 | Brasil Tennis Cup, Бразилія | Ґрунт      | Лаура Зігемунд | Марія Ірігоєн Пауля Каня        | 6–3, 7–6(7–1)    |
| Поразка   | 1–2 | Лип 2016 | WTA Swiss Open, Швейцарія   | Ґрунт      | Євгенія Родіна | Лара Арруабаррена Ксенія Кнолль | 1–6, 6–3, [8–10] |